# Nhà thờ chính tòa Phú Cường

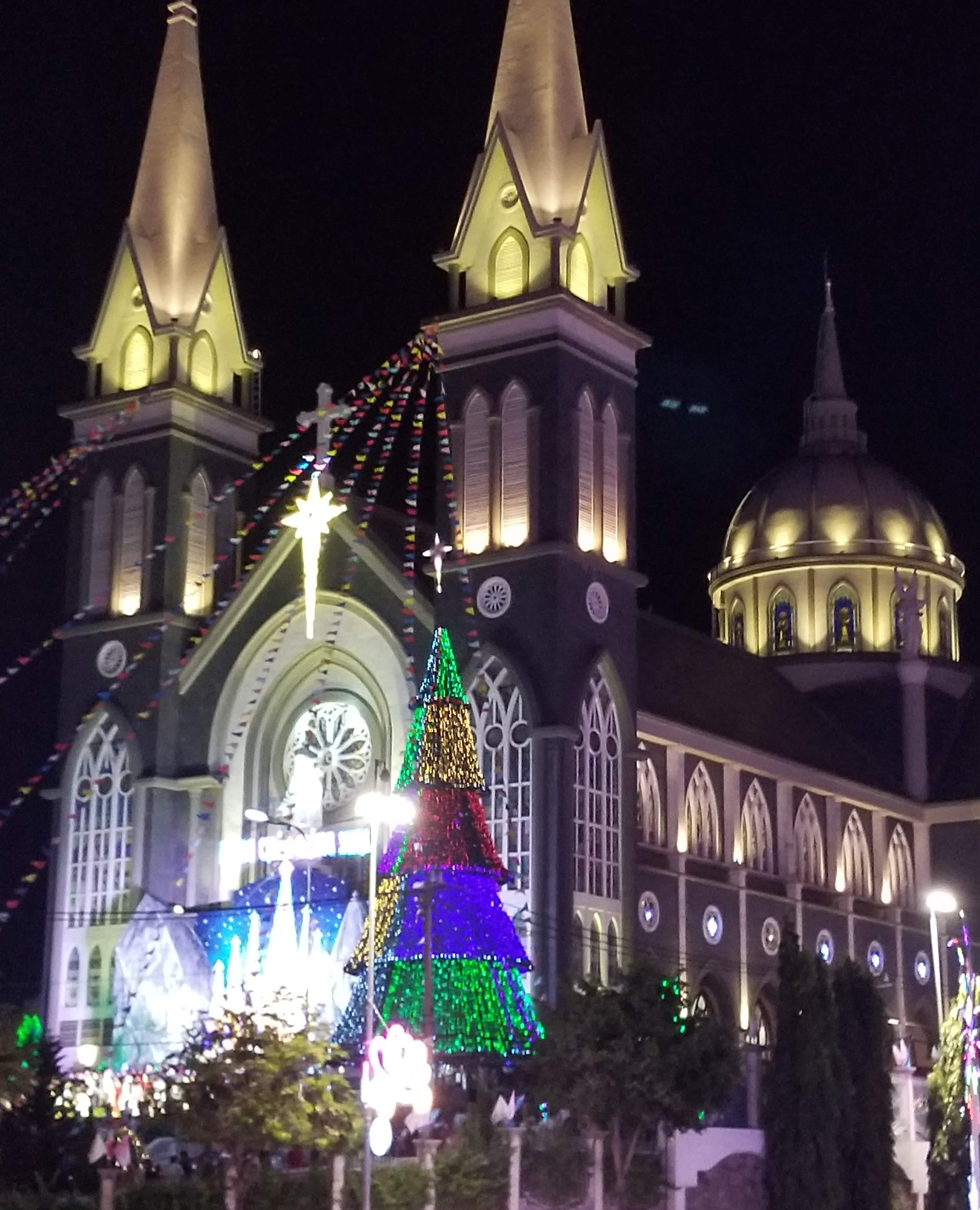
Nhà thờ chính tòa Phú Cường về ban đêm

Nhà thờ chính tòa Phú Cường (tước hiệu Thánh Tâm Chúa Giêsu) tọa lạc tại số 394 đường Cách Mạng Tháng Tám, phường Thủ Dầu Một, thành phố Hồ Chí Minh. Đây là nhà thờ chính tòa của giáo phận Phú Cường. Nhà thờ chính tòa Phú Cường cách trung tâm Thành phố Hồ Chí Minh 30 km.
Về lịch sử, không ai biết rõ nguồn gốc họ đạo Phú Cường, trước kia gọi là họ đạo Thủ Dầu Một, nhưng tính đến ngày nay, họ đạo Phú Cường đã có bốn ngôi nhà thờ: ngôi thứ nhất (1864), ngôi thứ hai (1897), ngôi thứ ba (1941–2009), và ngôi thứ tư (2014–nay).
Nhà thờ đầu tiên (1864): Năm Ất Sửu đời vua Tự Đức thừ XVIII, tức là năm 1865, cha Sorel Constant - Joseph đến Việt Nam và được sai đến Thủ Dầu Một, nơi đây Ngài đã cất lên một ngôi nhà đầu tiên bằng gạch, kiểu gothique, có tháp trên gò nông cao cạnh Tòa Bố cũ.
Nhà thờ thứ hai (1897): năm 1897 ở Thủ Dầu Một, công tác phá đồi lấp gạch, phóng đường quốc lộ được tiến hành nhộn nhịp. Vì dân phu đào đất phá nông quá nhiều, nên chân đồi nhà thờ bắt đầu trụt xuống, móng lồi ra làm nứt tường vách nhà thờ khá trầm trọng, khiến không thể sử dụng được nữa phải dỡ bỏ đi. Thay thế nhà thờ bị hư, Cha Poinat( Cố Oai), lúc ấy là Chánh Sở họ Thủ đã cất một ngôi nhà thờ khác khiêm tốn hơn trên Đất Thánh cũ (tức chỗ làm võ đài của trường Thánh Giuse). Nhà thờ thứ hai này được làm bằng gỗ mít nài, lợp ngói, nền lát gạch tàu, khá rộng rãi (28m x 17m). Tuy chính Ngài cũng như các linh mục chính sở kế nhiệm đều coi đây là nhà thờ tạm, chờ lúc thuận tiện sẽ cất Nhà thờ khác xứng đáng hơn. Dẫu vậy Nhà Thờ cũng được thọ trên 40 năm.
Sau gần 70 năm sử dụng, ngôi nhà thờ được xây dựng năm 1941, tức là ngôi nhà thờ thứ ba, đã trở nên quá chật hẹp và xuống cấp trầm trọng. Vì vậy vào ngày 13 tháng 6 năm 2009, Giám mục Phêrô Trần Đình Tứ đã chính thức cho xây dựng ngôi nhà thờ chính tòa mới. Sau 5 năm xây dựng, vào ngày 25 tháng 4 năm 2014, Giám mục Giuse Nguyễn Tấn Tước đã cung hiến nhà thờ mới này.
Nhà thờ chính tòa Phú Cường nằm ở trung tâm phường Thủ Dầu Một, trên một gò đất cao, như muốn mời gọi mọi người cùng vươn lên, vượt ra khỏi những vướng bận của cuộc sống để đến với Thánh Tâm Chúa Giêsu – nguồn mạch yêu thương.